# I grandi successi (1969-1972)
I grandi successi è un album raccolta del gruppo musicale italiano dei Ricchi e Poveri, pubblicato nel 1997.
Il disco comprende dieci brani interpretati dal gruppo nel suo periodo d'esordio, che va dal 1969 al 1972. Tali canzoni provengono dai primi due album del quartetto genovese, entrambi usciti sull'etichetta discografica Apollo di Edoardo Vianello: Ricchi e Poveri del 1970 e Amici miei del 1971. I produttori di questi due 33 giri sono stati, rispettivamente, Franco Califano e Carlo Nistri.
Tra questi primi successi, quelli più conosciuti sono La prima cosa bella e Che sarà, brani che li hanno portati a classificarsi secondi al Festival di Sanremo 1970 e 1971.

## Tracce
1. La prima cosa bella (Mogol/Di Bari/Reverberi) 3.45
2. Primo sole, primo fiore (Albertelli/Renzetti) 3.08
3. Limpido fiume del sud (Gatti/Nistri/Sotgiu) 3.43
4. Amici miei (Nistri) 3.33
5. Oceano (Califano/Conrado) 2.34
6. Che sarà (Migliacci/Fontana/Greco/Pes) 3.00
7. In questa città (Califano/M.& G.Capuano/Vianello) 2.44
8. Ma la mia strada sarà breve (Gatti/Nistri/Sotgiu) 3.44
9. L'amore è una cosa meravigliosa (Devilli/Fain/Webster) 3.16
10. Fumo nero (Pes/Fontana) 3.33

N.B. In questa raccolta viene inserita la versione breve di Che sarà (durata 3:00), uscita sul singolo del 1971 e mai più riproposta sin qui; solitamente, difatti, si propone la versione più lunga (durata 3:23) che originariamente venne compresa nell'album Amici miei del 1971.

## Crediti
- Foto di Giornalfoto - Progetto grafico di Studio D (Milano)
- Distribuzione: BMG Ricordi s.p.a.
- Edizioni: BMG Ricordi (Tracce 1; 6)
- Edizioni: BMG Ricordi/Vianello (Traccia 7)
- Edizioni: BMG Ricordi/Parioli (Traccia 10)
- Edizioni: Vianello (Tracce 3; 4; 5; 8)
- Edizioni: Vianello/Polygram/Iller (Traccia 2)
- Edizioni: Curci (Traccia 9)